# جيم روني (لاعب كرة قدم)
جيم روني (بالإنجليزية: Jim Rooney)‏ هو مدرب كرة قدم ولاعب كرة قدم بريطاني في مركز الوسط، ولد في 1956 في غلاسكو في المملكة المتحدة. لعب مع نادي دمبرتون ونادي ستيرلينغشير الشرقية ونادي غرينوك مورتون ونادي كلايد.